# کورسر (کنارک)
کورسر یا سرگان، روستایی در دهستان جهلیان بخش مرکزی شهرستان کنارک در استان سیستان و بلوچستان ایران است.

## جمعیت
بر پایه سرشماری عمومی نفوس و مسکن در سال ۱۳۹۵، جمعیت این روستا برابر با ۳۷ نفر (۱۰ خانوار) بوده‌است.